# Maria Hemelvaartskerk (Graauw)
De Maria Hemelvaartskerk is een neogotisch kerkgebouw dat zich bevindt aan de Dorpsstraat 50 te Graauw.

## Geschiedenis
De parochie Grauw en Langendam werd gesticht in 1805 en was gewijd aan Onze Lieve Vrouw van Bijstand, later werd dit: Maria Tenhemelopneming, in de volksmond Maria Hemelvaart. De eerste pastoor was een kapucijn die in 1797 door de Fransen uit zijn klooster te Mechelen was verdreven. Deze pastoor stimuleerde de devotie tot de heilige Godelieve. Reeds in 1806 bezat de kerk een reliek van deze heilige. Tot 1841 maakte de parochie nog deel uit van het Zeeuwse gedeelte van het bisdom Gent, vervolgens viel deze onder het Apostolisch Vicariaat van Breda, het latere bisdom.

## Gebouw
Het in 1805 ingewijde kerkje, dat een houten toren bezat, werd in 1822 van een stenen toren voorzien. In 1855 werd een nieuwe kerk gebouwd, de huidige kerk aan de straatkant, ontworpen door P. Soffers.
Het is een driebeukige neogotische bakstenen kruiskerk.
De luidklok in de kerktoren is afkomstig van de kerk van het verdronken polderdorp Namen en werd in 1664 gegoten door François Hemony. In 1905 werd de toren geflankeerd door twee kapellen, een doopkapel en een Godelievekapel. De glas-in-loodramen zijn uit 1914. Uit hetzelfde jaar stammen het transept en het priesterkoor met het neogotische hoofdaltaar. In dit nieuwe gedeelte werden tijdens de Eerste Wereldoorlog wandschilderingen aangebracht door Frans De Vos (1880-1836), een Belgische vluchteling, schilder en circusdirecteur. Hij schilderde te Graauw van 1915 tot 1918. Het Godelievebeeld werd in 1897 aan de kerk geschonken. Bij de kerk werd in 1926 een Heilig Hartbeeld geplaatst van Jan Custers.
In januari 2016 werd deze kerk onttrokken aan de eredienst.